# Membri ai Academiei Române - C
Aceasta este o listă a tuturor membrilor Academiei Române ale căror nume încep cu litera C, începând cu anul înființării Academiei Române (1866) până în prezent.
- Nicolae Cajal (1919 - 2004), medic, membru titular (1990)
- Eusebiu Camilar (1910 - 1965), scriitor, membru corespondent (1955)
- Mircea C. Cancicov (1884 - 1959), economist, om politic, membru de onoare (1937)
- Ioan Cantacuzino (1863 - 1934), medic, bacteriolog, membru titular (1925)
- Theodor Capidan (1879 - 1953), lingvist, membru titular (1935)
- Dumitru Caracostea (1879 - 1964), istoric literar, folclorist, membru titular (1938)
- Aristide Caradja (1861 - 1955), entomolog, membru de onoare (1930)
- Elie Carafoli (1901 - 1983), inginer, membru titular (1948)
- Boris Caragea (1906 - 1982), sculptor, membru corespondent (1955)
- Ion Luca Caragiale (1852 - 1912), dramaturg, scriitor, ales post-mortem (1948)
- Ioan D. Caragiani (1841 - 1921), folclorist, traducator, membru fondator (1866)
- Petru Caraman (1898 - 1980), folclorist, filolog, ales post-mortem (1991)
- Nicolae Caranfil (1893 - 1978), inginer, membru corespondent (1940)
- Carol I de Hohenzollern-Sigmaringen (1839 - 1914), domnitor, apoi rege, membru de onoare (1867)
- Carol II de Hohenzollern-Sigmaringen (1893 - 1953), rege, membru de onoare (1921)
- Gheorghe Cartianu-Popescu (1907 - 1982), inginer, membru corespondent (1963)
- Nicolae Cartojan (1883 - 1944), istoric literar, membru titular (1941)
- Boris Cazacu (1919 - 1987), lingvist, filolog, membru corespondent (1963)
- George Călinescu (1899 - 1965), critic, istoric literar, scriitor, publicist, membru titular (1948)
- Dimitrie Călugăreanu (1868 - 1937), medic, naturalist, membru corespondent (1920)
- Gheorghe Călugăreanu (1902 - 1976), matematician, membru titular (1963)
- Petru M. Câmpeanu (1809 - 1893), filolog, traducator, membru de onoare (1871)
- Romulus Cândea (1886 - 1973), istoric, membru corespondent (1929)
- Virgil Cândea (1927 - 2007), istoric al culturii, membru titular (1993)
- Nichifor Ceapoiu (1911 - 1994), inginer agronom, membru titular (1974)
- Radu Cernătescu (1894 - 1958), chimist, membru titular (1948)
- Mihail M. Cernea (n. 1931), sociolog, membru corespondent (1991)
- Costin Cernescu (n. 1940), medic, membru titular (2018)
- Nicolae Cernescu (1904 - 1967), chimist, pedolog, membru titular (1963)
- Paul Cernovodeanu (1927 - 2006), istoric, membru de onoare (1999)
- Ioan Ceterchi (1926 - 1992), jurist, membru corespondent (1974)
- Sergiu I. Chiriacescu (1940 - 2010), inginer, membru corespondent (1999)
- Constantin D. Chiriță (1902 - 1993), pedolog, membru titular (1990)
- Gheorghe Chițu (1828 - 1897), publicist, om politic, membru titular (1879)
- Gheorghe Chivu (n. 1947), lingvist, membru titular (2023)
- Alexandru Cihac (1825 - 1887), filolog, membru de onoare (1872)
- Iacob Cristian Stanislau Cihac (1800 - 1888), medic, naturalist, membru de onoare (1872)
- Ștefan Ciobanu (1883 - 1950), istoric, membru titular (1918)
- Șerban Cioculescu (1902 - 1988), critic, istoric literar, membru titular (1974)
- Constantin Ciopraga (1916 - 2009), critic, istoric literar, membru de onoare (1993)
- Emil Cioran (1911 - 1995), filozof, ales post-mortem (2009)
- Ecaterina Ciorănescu-Nenițescu (1909 - 2000), chimistă, membru titular (1974)
- Nicolae Ciorănescu (1903 - 1957), matematician, membru post-mortem (2006)
- Florin Ciorăscu (1914 - 1977), fizician, membru corespondent (1963)
- Roman Ciorogariu (1852 - 1936), episcop, membru de onoare (1921)
- Dimitrie N. Ciotori (1885 - 1965), om politic, membru de onoare (1936)
- Timotei Cipariu (1805 - 1887), filolog, lingvist, membru fondator (1866)
- Alexandru Cișman (1897 - 1967), fizician, membru corespondent (1963)
- Alexandru Ciucă (1880 - 1972), medic veterinar, membru corespondent (1946)
- Mihai Ciucă (1883 - 1969), medic, membru titular (1938)
- George Ciucu (1927 - 1990), matematician, membru corespondent (1974)
- Alexandru Ciucurencu (1903 - 1977), pictor, membru corespondent (1963)
- Gheorghe Ciuhandu (1875 - 1947), preot, publicist, membru de onoare (1946)
- Liviu Ciulei (1923 - 2011), regizor, scenograf, actor, arhitect, membru corespondent (1992)
- Ioan Ciurea (1878 - 1943), medic veterinar, parazitolog, membru corespondent (1927)
- Constantin Climescu (1844 - 1926), matematician, membru corespondent (1892)
- Henri Coandă (1886 - 1972), inventator, inginer, pionier al aviației cu reacție, membru titular (1970)
- Grigore Cobălcescu (1831 - 1892), geolog, paleontolog, membru titular (1886)
- Vasile Cocheci (1922 - 1996), inginer chimist, membru corespondent (1991)
- Alexandru Codarcea (1900 - 1974), geolog, membru titular (1955)
- Aurel Codoban ((n. 1948)), filozof, membru corespondent (2024)
- Mihai Codreanu (1876 - 1957), poet, membru corespondent (1942)
- Radu Codreanu (1904 - 1987), biolog, citolog, membru titular (1974)
- Theodor Codrescu (1819 - 1894), istoric, publicist, filolog, membru corespondent (1886)
- Horia Colan (1926 - 2017), inginer, membru corespondent (1991)
- Nicolae Colan (1893 - 1967), mitropolit, membru titular (1942)
- Mihnea Colțoiu (1954 - 2021), matematician, membru corespondent ((2006)
- Dumitru Combiescu (1887 - 1961), medic, membru titular (1955)
- Sorin Comoroșan (n. 1927), biochimist, fizician, membru de onoare (1992)
- Dimitrie Comșa (1846 - 1931), agronom, profesor, om politic, membru de onoare (1926)
- Grigorie Comșa (1889 - 1935), episcop, membru de onoare (1934)
- Nicolae M. Condiescu (1880 - 1939), general, scriitor, membru de onoare (1938)
- Emil Condurachi (1912 - 1987), istoric, arheolog, membru titular (1955)
- George (Gogu) Constantinescu (1881 - 1965), inventator, inginer, membru titular (1965)
- Gherasim Constantinescu (1902 - 1979), enolog, membru titular (1963)
- Liviu Constantinescu (1914 - 1997), geofizician, membru titular (1990)
- Miron Constantinescu (1917 - 1974), sociolog, istoric, om politic, membru titular (1974)
- Nicolae N. Constantinescu (1920 - 2000), economist, membru titular (1990)
- Paul Constantinescu (1909 - 1963), compozitor, membru corespondent (1963)
- Virgiliu Niculae G. Constantinescu (1931 - 2009), inginer, membru titular (1991)
- Petre Constantinescu-Iași (1892 - 1977), istoric, om politic, membru titular (1948)
- Florin Constantiniu (1933 - 2012), istoric, membru titular (2006)
- Aretin Corciovei (1930 - 1992), fizician, membru corespondent (1974)
- Constantin Corduneanu (1928 - 2018), matematician, membru corespondent (1974)
- Nicolae Corneanu (1923 - 2014), mitropolit, membru de onoare (1992)
- Leon C. Cosmovici (1857 - 1921), zoolog, fiziolog, membru corespondent (1893)
- Paul Mircea Cosmovici (1921 - 2006), jurist, membru titular (1995)
- Mihai Costăchescu (1884 - 1953), istoric, folclorist, membru corespondent (1939)
- Neculai Costăchescu (1876 - 1939), chimist, om politic, membru de onoare (1936)
- Teodor D. Costescu (1864 - 1939), profesor, om politic, membru de onoare (1934)
- Alexandru Costin (1880 - 1948), jurist, membru titular (1948)
- George Coșbuc (1866 - 1918), poet, membru titular (1916)
- Valeriu D. Cotea (1926 -  2016), enolog, membru titular (1993)
- Ion Coteanu (1920 - 1997), lingvist, membru titular (1974)
- Dimitrie Cozacovici (1790 - 1868), istoric, filolog, membru fondator (1866)
- Nichifor Crainic (1889 - 1972), scriitor, ziarist, om politic, membru titular (1940)
- Emil C. Crăciun (1896 - 1976), medic, membru corespondent (1963)
- Grigore Crăiniceanu (1852 - 1935), general, membru titular (1911)
- Ion Creangă (1839 - 1889), povestitor, scriitor, ales post-mortem (1948)
- George Crețianu (1829 - 1887), poet, publicist, membru de onoare (1882)
- Miron Cristea (1868 - 1939), patriarh, membru de onoare (1919)
- Paul Cristea (1941 - 2013), inginer electronist, fizician, membru corespondent ((2006)
- Nicolae Dan Cristescu (n. 1929), matematician, membru titular (1992)
- Romulus Cristescu (n. 1928 - 2021), matematician, membru titular (1990)
- Gheorghe Cuciureanu (1814 - 1886), medic, om politic, membru de onoare (1871)
- Ioan Cuculescu (1936 - 2023), matematician, membru titular (2023)
- Neculai Culianu (1832 - 1915), matematician, astronom, membru corespondent (1889)
- Alexandru C. Cuza (1857 - 1947), profesor, om politic, membru titular (1936)